# 1052 Белгика
1052 Белгика (1052 Belgica) је астероид главног астероидног појаса са средњом удаљеношћу од Сунца која износи 2,236 астрономских јединица (АЈ).
Апсолутна магнитуда астероида је 11,97 а геометријски албедо 0,042.